# Radziecki wywiad zagraniczny
Wywiad Rosyjskiej Federacyjnej Republiki Radzieckiej i Związku Socjalistycznych Republik Radzieckich – instytucje wywiadowcze RFSRR (1918-1922) i ZSRR (1922-1991).

## Wywiad cywilny
- początek 1920: Wydział Specjalny Czeka rozpoczyna poprzez Wydziały Specjalne frontów i armii działalność agenturalną na terytorium przeciwnika; w strukturach Wydziału Specjalnego powstaje Zagraniczne Biuro Wyjaśniające (Иностранное осведомительное бюро), przekształcone w kwietniu 1920 w Oddział Zagraniczny (Иностранное отделение), którym kierował Ludwig Skujskumbre (Людвиг Францевич Скуйскумбре) – ukierunkowane głównie na wypełnianie zadań kontrwywiadowczych za granicą, w tym zwłaszcza na terenie Polski;
- 20 grudnia 1920: oficjalna data powstania radzieckiego wywiadu zagranicznego; zlikwidowano Oddział Zagraniczny Wydziału Specjalnego WCzeka, powołano Wydział Zagraniczny Wszechrosyjskiej Komisji Nadzwyczajnej przy Ludowym Komisariacie Spraw Wewnętrznych RFSRR) (ros. Иностранный отдел (ИНО) ВЧК при НКВД РСФСР);
- 28 grudnia 1921 (6 lutego 1922): Wydział Zagraniczny (INO Tajnego Zarządu Operacyjnego OGPU NKWD RFSRR (ros. Иностранный отдел (ИНО) – Секретно-оперативное управление Государственного политического управления (ГПУ) НКВД РСФСР (wchodził w skład Tajnego Zarządu Operacyjnego WCzK razem z Wydziałami Specjalnym i Operacyjnym);
- 2 listopada 1923: Wydział Zagraniczny Tajnego Zarządu Operacyjnego OGPU przy Radzie Komisarzy Ludowych ZSRR (INO) (ros. Иностранный отдел (ИНО) – Секретно-оперативное управление Объединенного государственного политического управления (ОГПУ при СНК СССР));
- 30 czerwca 1927: Wydział Zagraniczny INO OGPU przy Radzie Komisarzy Ludowych ZSRR (ros. Иностранный отдел (ИНО) Объединенного государственного политического управления (ОГПУ при СНК СССР));
- 10 lipca 1934: Wydział Zagraniczny INO GUGB NKWD ZSRR) (ros. Иностранный отдел (ИНО)  Главного управления государственной безопасности (ГУГБ) НКВД СССР);
- 25 grudnia 1936: 7 Wydział GUGB NKWD ZSRR (ros. Седьмой отдел Главного управления государственной безопасности (ГУГБ) НКВД СССР);
- 9 czerwca 1938: 5 Wydział 1 Zarządu NKWD ZSRR;
- 29 września 1938 (lipiec 1939): 5 Wydział GUGB NKWD ZSRR (ros. Пятый отдел ГУГБ НКВД СССР);
- 3 lutego 1941: I Zarząd NKGB ZSRR (ros. Первое управление НКГБ СССР) (w niektórych publikacjach widnieje data 26 lutego 1941, tego dnia mianowano na szefa zreformowanej struktury Pawła Fitina – właściwą jest jednak data podjęcia decyzji o reformie przez Politbiuro i wydania dekretów Prezydium Rady Najwyższej, czyli 3 lutego 1941);
- 31 lipca 1941: I Zarząd NKWD ZSRR (ros. Первое управление НКВД СССР);
- 14 kwietnia 1943: I Zarząd NKGB
- 22 marca 1946: I Zarząd MGB ZSRR (ros. Первое управление МГБ СССР);
- 4 maja 1946: I Zarząd Główny MGB (ros. Первое главное управление МГБ СССР);
- 30 maja 1947 (marzec 1947): Komitet Informacji (KI) przy Radzie Ministrów ZSRR (ros. Комитет информации (КИ) при Совете Министров СССР);
- 29 stycznia 1949: Komitet Informacji (KI) przy Ministerstwie Spraw Zagranicznych ZSRR (ros. Комитет информации при МИД СССР); równolegle 17 października 1949 w Ministerstwie Bezpieczeństwa Państwowego ZSRR utworzono 1 Zarząd, któremu powierzono kierownictwo kontrwywiadu zagranicznego – po przejęciu w listopadzie 1951 większości funkcji z KI (istniejącego w ograniczonym zakresie do 1958) ten Zarząd sprawował nadzór nad wywiadem zagranicznym;
- 1 listopada 1951: I Zarząd Główny MGB ZSRR (ros. Первое главное управление (ПГУ) МГБ СССР)[1];
- 14 marca 1953: Drugi Zarząd Główny (WGU) Ministerstwa Spraw Wewnętrznych ZSRR (ros. Второе главное управление МВД СССР);
- 18 marca 1954: Pierwszy Zarząd Główny Komitetu Bezpieczeństwa Państwowego przy Radzie Ministrów ZSRR (ros. Первое главное управление Комитета государственной безопасности (КГБ) при Совете Министров СССР);
- 5 lipca 1978: I Zarząd Główny KGB (ros. Первое главное управление КГБ СССР);
- wrzesień 1991 do lutego 1992: Centralna Służba Wywiadu ZSRR (ros. Центральная служба разведки СССР); równolegle 18 grudnia 1991 powstała Służba Wywiadu Zagranicznego RSFRR, a następnie Federacji Rosyjskiej.

Uwaga: w nawiasach podano daty reorganizacji służb występujące w części literatury

## Szefowie cywilnego wywiadu zagranicznego
- 20 grudnia 1920 – 20 stycznia 1921 — p.o. Jakow Dawtian (w celach konspiracji występował w INO jako Dawydow, Давыдов);
- 20 stycznia 1921 – 10 kwietnia 1921 — Ruben Katanian
- 10 kwietnia 1921 – 6 sierpnia 1921 — p.o. Jakow Dawtian;
- 6 sierpnia 1921 – 13 marca 1921 — Solomon Mogilewski;
- 13 marca 1921 – 27 października 1929 — Michaił Trilisser;
- 27 października 1929 – 1 grudnia 1929 — p.o. Stanisław Messing;
- 1 grudnia 1929 – 1 sierpnia 1931 — Stanisław Messing;
- 1 sierpnia 1931 – 21 maja 1935 — Artur Artuzow;
- 21 maja 1935 – 17 lutego 1938 — Abram Słucki;
- 17 lutego 1938 – 9 czerwca 1938 — p.o. Siergiej Szpigelglas;
- 9 czerwca 1938 – 2 listopada 1938 — Zelman Pasow;
- 2 listopada 1938 – 2 grudnia 1938 — p.o. Paweł Sudopłatow;
- 2 grudnia 1938 – 13 maja 1939 — Władimir Diekanozow;
- 13 maja 1939 – 15 czerwca 1946 — Paweł Fitin;
- 15 czerwca 1946 – 7 września 1946 — Piotr Kubatkin;
- 7 września 1946 – 19 września 1949 — Piotr Fiodotow;
- 19 września 1949 – 5 stycznia 1953 — Siergiej Sawczenko;
- 5 stycznia 1953 – 5 marca 1953 — Jewgienij Pitowranow;
- 5 marca 1953 – 28 maja 1953 — Wasilij Riasnoj;
- 28 maja 1953 – 17 lipca 1953 — p.o. Aleksandr Korotkow;
- 17 lipca 1953 – 23 czerwca 1955 — Aleksandr Paniuszkin;
- 23 czerwca 1955 – 12 maja 1956 — p.o. Aleksandr Sacharowski;
- 12 maja 1956 – 15 lipca 1971 — Aleksandr Sacharowski;
- 15 lipca 1971 – 13 stycznia 1974 — Fiodor Mortin;
- 13 stycznia 1974 – 26 grudnia 1974 — p.o. Władimir Kriuczkow;
- 26 grudnia 1974 – 1 października 1988 — Władimir Kriuczkow;
- 1 października 1988 – 6 lutego 1989 — p.o. Wadim Kirpiczenko;
- 6 lutego 1989 – 22 września 1991 — Leonid Szebarszyn;
- 22 września 1991 – 30 września 1991 — p.o. Wiaczesław Gurgienow;
- 30 września 1991 – 18 grudnia 1991 — Jewgienij Primakow.

## Wywiad wojskowy
- listopad 1918: Zarząd Rejestracyjny (ros. Регистрационное управление – Региструпр, RU) sztabu Wojskowej Rewolucyjnej Rady Republiki
- kwiecień 1921: Zarząd Wywiadowczy Sztabu Armii Czerwonej (ros. Разведывательное управление Штаба РККА – Разведупр, RU)
- listopad 1922: Wydział Wywiadowczy Zarządu Pierwszego Zastępcy Szefa Sztabu Armii Czerwonej (ros. Разведывательный отдел Управления 1-го помощника начальника Штаба РККА)
- 1924: Zarząd Wywiadowczy Sztabu Armii Czerwonej (ros. Разведывательное управление Штаба РККА – Разведупр, RU)
- wrzesień 1926: IV Zarząd Sztabu Armii Czerwonej (ros. IV Управление Штаба РККА)
- sierpień 1934: Zarząd Informacyjno-Statystyczny Armii Czerwonej (ros. Информационно-статистическое управление РККА)
- listopad 1934: Zarząd Wywiadowczy Armii Czerwonej (ros. Разведывательное управление РККА, RU)
- maj 1939: V Zarząd Ludowego Komisariatu Obrony ZSRR (ros. 5-е Управление Наркомата обороны СССР)
- lipiec 1940: Zarząd Wywiadowczy Sztabu Generalnego Armii Czerwonej (ros. Разведывательное управление Генерального штаба Красной Армии, RU)
- 16 lutego 1942: Główny Zarząd Wywiadowczy Sztabu Generalnego Armii Czerwonej (ros. Главное разведывательное управление Генерального штаба Красной Армии, GRU)[2]
- 23 października 1942: Główny Zarząd Wywiadowczy (ros. Главное разведывательное управление, GRU); równolegle powołano Zarząd Wywiadu Wojskowego Sztabu Generalnego (ros. Управление войсковой разведки Генштаба) 19 kwietnia 1943 przekształcony na Zarząd Wywiadowczy Sztabu Generalnego (ros. Разведывательное управление Генштаба); obie te struktury w czerwcu 1945 połączono w Główny Zarząd Wywiadowczy Sztabu Generalnego Armii Czerwonej (ros. Главное разведывательное управление Генерального штаба Красной Армии, GRU)
- wrzesień 1947: rozwiązano GZW, przekazując większość jego zadań do Komitetu Informacji (KI) przy Radzie Ministrów ZSRR (patrz wyżej – wywiad cywilny); kierownictwo pozostałych w armii struktur wywiadowczych powierzono Służbie Wywiadowczo-Dywersyjnej (ros. Разведывательно-диверсионная служба)
- styczeń 1949: Główny Zarząd Wywiadowczy Sztabu Generalnego Sił Zbrojnych ZSRR (ros. Главное разведывательное управление Генерального штаба Вооружённых сил СССР, GRU).
- do 14 lutego do 1992 r. (względnie do końca 1993 r. jako GZW SG Połączonych Sił Zbrojnych WNP), później jako część Sił Zbrojnych Federacji Rosyjskiej